# Ptereleotridae
Ptereleotridae är en familj av fiskar. Ptereleotridae ingår i ordningen abborrartade fiskar (Perciformes). Enligt Catalogue of Life omfattar familjen Ptereleotridae 51 arter. 
Enligt Fishbase ska Ptereleotridae infogas i familjen Microdesmidae som underfamilj (Ptereleotinae).
Arterna förekommer i tropiska och subtropiska hav. Ett fåtal familjemedlemmar hittas även i bräckt vatten eller sötvatten.
Släkten enligt Catalogue of Life:
- Aioliops
- Nemateleotris
- Oxymetopon
- Parioglossus
- Ptereleotris